# Thomas Johnston
Thomas Johnston, né en 1708 à Boston et mort le 8 mai 1767 dans la même ville, est un facteur d'orgues, musicien, graveur, japanner et peintre héraldique américain de la colonie de Boston. Johnston grave la première estampe d'un événement historique dans l'Amérique coloniale et est également le premier fabricant d'orgues d'église dans les colonies. L'orgue qu'il construit en 1758-1759 pour l'Old North Church de Boston est utilisé pendant plus de cent ans jusqu'à ce qu'un autre orgue le remplace en 1886.

## Biographie

### Naissance
Thomas Johnston naît en 1708, à Boston dans le Massachusetts,.

### Travaux
Autodidacte, Thomas Johnston travaille à Boston. Son atelier est situé sur Ann Street, dans l'arrière-cour de sa maison. Bien qu'il annonce ses activités comme étant la fabrication d'orgues, la gravure et le commerce de meubles, il travaille également comme japanner, peignant des blasons et publiant des livres. Il grave également des cartes, de la musique et des cadrans d'horloge. Il est un graveur talentueux et un peintre héraldique dont les œuvres comprennent des vues de Boston,. Ses compétences en matière de mobilier comprennent le japanning, une technique consistant à « appliquer des décorations élaborées » sur les meubles. Thomas Johnston inclus un certain nombre d'ex-libris parmi ses gravures et réalise des dessins d'architecture. Barbara Owen écrit qu'il est aussi musicien.

#### Fabrication d'orgues

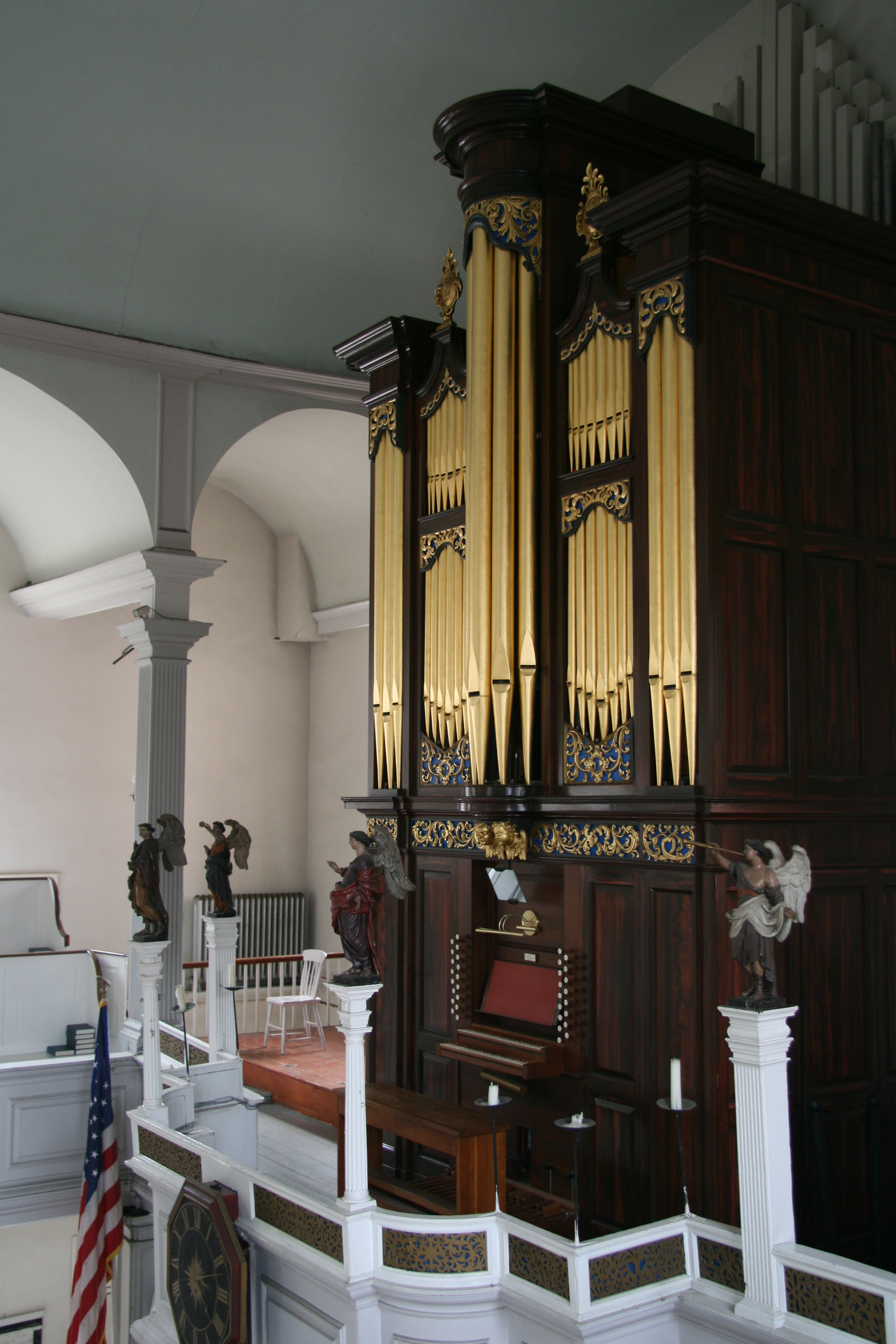
L'orgue de l'Old North Church, dont le buffet est restauré dans les années 1990 selon la version de 1759 de Johnston.

Bien qu'au moins une autre personne a créé un orgue singulier dans les colonies avant lui, Johnston est considéré comme le premier Bostonien à construire un orgue et est le premier fabricant d'orgues d'église de l'Amérique coloniale. Le premier orgue de la Old North Church de Boston est importé par William Claggett en 1736. On attribue à Thomas Johnston la construction d'au moins trois orgues entre 1752 et 1763. En 1752, l'église décide d'acheter un orgue de remplacement à Johnston, car elle souhaite qu'il soit aussi puissant que l'orgue de l'église de la Trinité de Boston. Johnston termine la construction de l'orgue en 1759. Cet orgue de Johnston est régulièrement utilisé jusque dans les années 1820. L'habillage actuel est l'habillage entièrement restauré de l'instrument Johnston. L'intérieur de l'orgue - les tuyaux, les pédales, les soufflets, etc. (bien que de type Johnston) - est entièrement neuf et date de la rénovation/restauration complète qui a été entamée en 1992. En 1754, Johnston construisit un orgue pour St. Peter à Salem, dans le Massachusetts. Johnston est également connu pour avoir construit des orgues pour le Deblois Concert Hall de Boston et pour l'église St. John (à Portsmouth, New Hampshire). Certains de ses orgues, installés à l'origine dans une première église ou salle de concert, ont ensuite été réutilisés d'occasion dans d'autres églises.

#### Gravures

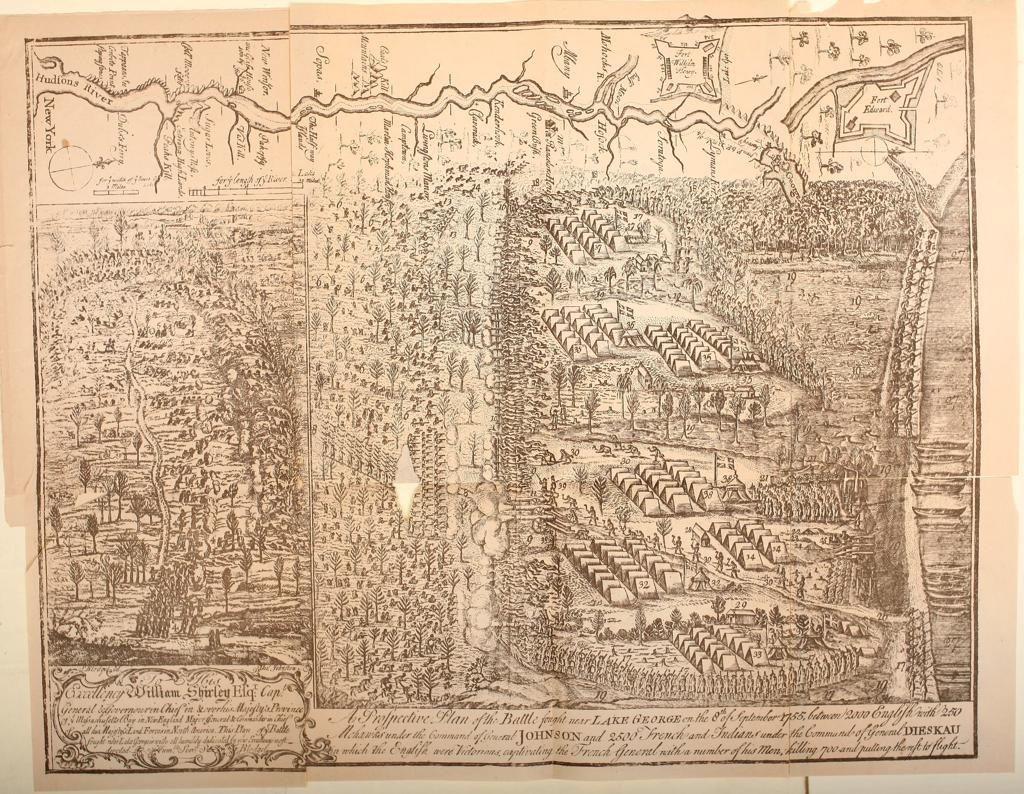
Plan prospectif de la bataille livrée près du lac George le 8 septembre 1755 – fac-similé de 1890 de l'original de Johnston de 1755.

Une gravure de Jefferys de 1768 imprimée à Londres et basée sur l'original de Johnston de 1755.

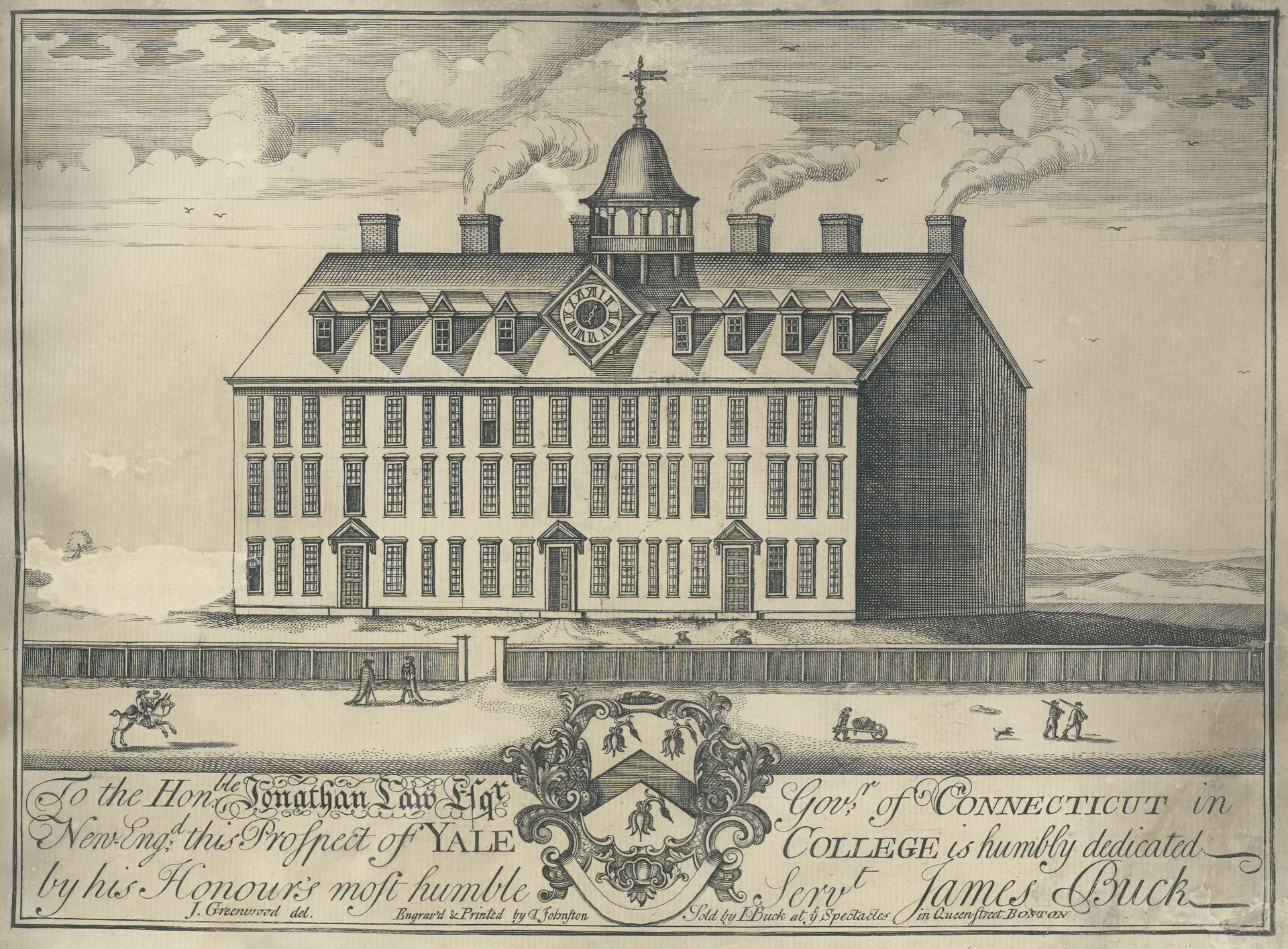
Gravure de Johnston sur la perspective du Yale College, 1749.

Patricia E. Kane, dans Colonial Massachusetts Silversmiths and Jewelers, écrit que, bien que « l'identité de son maître ne soit pas connue » elle suppose que Johnston a peut-être été formé par l'artisan William Burgis. Kane donne comme indice que la carte de Boston publiée par Burgis en 1728 a été gravée par Johnston pour Burgis « juste au moment où Johnston aurait terminé son apprentissage ». La gravure la plus ancienne connue de Johnston est cette carte de Boston, intitulée Plan de Boston en Nouvelle-Angleterre, avec sa dédicace au gouverneur du Massachusetts William Burnet, gouverneur de la colonie du Massachusetts de 1727 à 1729. Les diverses gravures de Johnston comprennent des gravures de scènes, des cartes de visite pour commerçants, des certificats juridiques, de la monnaie et même des partitions musicales notées. L'un de ses apprentis est John Greenwood, dont la carrière artistique variée comprend une première période où il assiste Johnston dans la peinture et la gravure.
Johnston grave la première estampe connue d'un événement historique dans les colonies, un aperçu de la bataille du lac George. La scène de la bataille — Un plan prospectif de la bataille livrée près du lac George le 8 septembre 1755 — a été dessinée à l'origine par Samuel Blodgett, un sutler qui avait été témoin de la bataille . Johnston grave le croquis de Blodgett sur une plaque de cuivre et l'a fait imprimer par l'imprimeur de Boston Richard Draper , l'impression étant ensuite vendue par Blodgett en décembre 1755. La gravure de Johnston de la bataille est divisée en plusieurs sections. À gauche, une vue d'ensemble des soldats en marche, à droite, une vue du camp des soldats et de la bataille elle-même. La gravure représente également le fleuve Hudson, Fort William Henry et la ville de Fort Edward dans l'État de New York. Une brochure de cinq pages décrivant la bataille et une page de publicité accompagnait cette gravure. L'estampe de Johnston a été réimprimée à Londres par Thomas Jefferys et publiée six semaines plus tard, en février 1756, accompagnée d'une brochure explicative de huit pages.
De nombreuses gravures de Johnston ainsi que diverses images se trouvent dans la publication Boston Prints and Printmakers 1670–1775 de la Colonial Society of Massachusetts, y compris sa gravure de la vue du Yale College de l'artiste John Greenwood, Prospect of Yale College.
Il réalise une gravure colorée intitulée Vue du Québec (7 x 8 pouces 3/4).

### Vie personnelle
Il devient membre de l'église de Brattle Street le 5 juin 1726.
La première épouse de Johnston est Rachel Thwing, le mariage a lieu le 22 juin 1730. Sa deuxième femme est Bathsheba Thwing, la cousine germaine de Rachel, et ce mariage a lieu 17 ans plus tard, en 1747. De nombreux fils  développent des carrières basées sur des compétences adjacentes aux divers métiers et moyens de subsistance de leur père,. Trois des fils de Johnston et de sa première femme Rachel — Thomas Jr., William et Benjamin —  deviennent tous des artistes ou des artisans de divers types, leurs compétences incluant le japanning, la peinture de portraits, la facture d'orgues et la gravure. Rachel, une fille née du premier mariage de Johnston, épouse Daniel Rea Jr. en 1764. Après la mort de Johnston, Rea achète l'entreprise de son beau-père et la dirige jusqu'au début des années 1800. John et Samuel Johnston, deux des fils de Johnston issus de son deuxième mariage, travaillent comme portraitistes.

### Mort et héritage
Thomas Johnston meurt le 8 mai 1767 dans sa ville natale (de ce qu'on appelait une crise d'apoplexie). Sa tombe se trouve dans le cimetière historique de Boston, le cimetière de King's Chapel,.
Après la mort de Johnston, sa succession comprend divers objets provenant de ses nombreuses entreprises, dont un orgue incomplet, de nombreux tableaux, diverses peintures, des fournitures pour artistes et des plaques de cuivre pour la gravure et l'estampe,. Dans son testament, il donne à sa femme Bethsabée les plaques de cuivre gravées pour l'impression de la musique des psaumes : « Moi, Thomas Johnston, donne à ma femme Bathsheba Johnston toutes mes plaques de psaumes et la presse, ainsi que sa part proportionnelle de ma succession. ».